# Німецька молодь в Україні

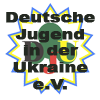
Логотип

Німецька молодь в Україні (НМУ, DJU, нім. Deutsche Jugend in der Ukraine, рос. Немецкая молодёжь в Украине) - клуб, є всеукраїнською некомерційною "парасольковою" організацією молоді та молодіжних клубів українського походження в Україні, що базується в Києві. Вона представляє понад 24 молодіжні організації німецької меншини  і очолюється Олегом Фінгером з 2012 року.

## Про організацію
«Німецька молодь в Україні» здійснює діяльність, спрямовану на задоволення та захист законних соціальних, економічних, творчих, духовних та інших спільних інтересів своїх членів. Завданням діяльності організації є розвиток україно-німецького партнерства, інтеграція молоді німецького походження в Україні і розвиток та поширення німецької культури та мови. Об’єднання працює у напрямах молодіжного обміну, здійснення навчальних проектів та сприяння європейській інтеграції.
З 2003 року організація Всеукраїнське Об’єднання «Німецька молодь в Україні» за підтримки уряду ФРН і Міністерства України у справах сім’ї, молоді і спорту активно займається розвитком молодіжного обміну між Україною і Німеччиною. За цей час організовано 23 двосторонні проекти для молоді України і Німеччини, з них найбільш важливі I і II Конференція з розвитку німецько-українського молодіжного обміну (Київ 2005 р., Берлін 2007р.), і Велопробіг Європартнерства (маршрутом Львів – Берлін у 2005р. і Ужгород - Мюнхен у 2006р). 

## Мета
НМУ сприяє інтеграції молоді німецького походження в Україні та розвитку i розповсюдженню німецької мови та культури. Асоціація підтримує соціальні, економічні, культурні та інтелектуальні інтереси своїх членів і хотіла б покращити німецько-українські відносини. 
Цілі:
1. Представляти і захищати інтереси німецької молоді, зокрема членів об’єднання.
2. Зберігати та поширювати німецьку мову, культуру та традиції.
3. Розвивати німецькій молодіжний рух в Україні.
4. Брати участь у міжнародних студентських і молодіжних обмінах.
5. Реалізувати різноманітні молодіжні проекти.
6. Освітня і професійна кваліфікація членів об єднання.
7. Сприяти інтеграції України до європейської спільноти.[2].

## Діяльність
1. Розвиток Українсько-німецьких молодіжних партнерських стосунків.
2. Мовні курси.
3. Семінари з культури, історії, профорієнтації, молодіжної роботи.
4. Молодіжний обмін.
5. Мовні табори відпочинку.Походи, сплави на яхтах та інші заходи для активного відпочинку
6. Німецькомовний Театр
7. Танці та спів
8. Етнографічні та археологічні експедиції.
9. Німецькі свята та фестивалі
10. Молодіжні Німецькомовні ЗМІ в Україні [2].

НМУ організовує різні проекти для сприяння культурному обміну та європейській інтеграції. Її підтримує німецька посередницька організація Німецьке товариство міжнародного співробітництва (GTZ)  за підтримки Фонду «Товариство розвитку» (GfE) та Міністерства освіти України. З 2003 по 2011 рік за підтримки GfE було здійснено 33 проекти для молоді, включаючи конференції, велосипедні тури та мовні табори .